# Guitars (Aka Moon)
Guitars is een album uit 2002 van de Belgische avant-garde jazzgroep Aka Moon.
Het album werd opgenomen in twee dagen (18 en 19 augustus 2001)  in de Brusselse Studio Jet. Guitars is de derde cd van de box met 11 cd's die De Werf uitgaf in het kader van The Finest in Belgian Jazz. Tracks 4, 5 en 6 zijn respectievelijk gewijd aan de gitaristen Jimi Hendrix, Jaco Pastorius en John Scofield.

## Nummers
1. "A La Luce Di Paco - Act 1" – 5:02
2. "A La Luce Di Paco - Act 2" – 7:03
3. "A La Luce Di Paco - Act 3" – 4:20
4. "Jimi's Three Words" – 8:46
5. "The Last Call From Jaco" – 5:47
6. "Scofield" – 5:38
7. "From Influence To Innocence" – 7:09
8. "Bill's Dreams" – 12:06
9. "Yang-Yin-Yang" – 4:15
10. "Three Oceans" – 5:07

## Bezetting
- Fabrizio Cassol - altsaxofoon, composities (behalve het eerste nummer)
- Michel Hatzigeorgiou - basgitaar
- Stéphane Galland - drums
- Pierre Van Dormael - elektrische gitaar
- Prasanna - elektrische gitaar, compositie (nummer 1)
- David Gilmore - elektrische gitaar